# Eliška Křenková

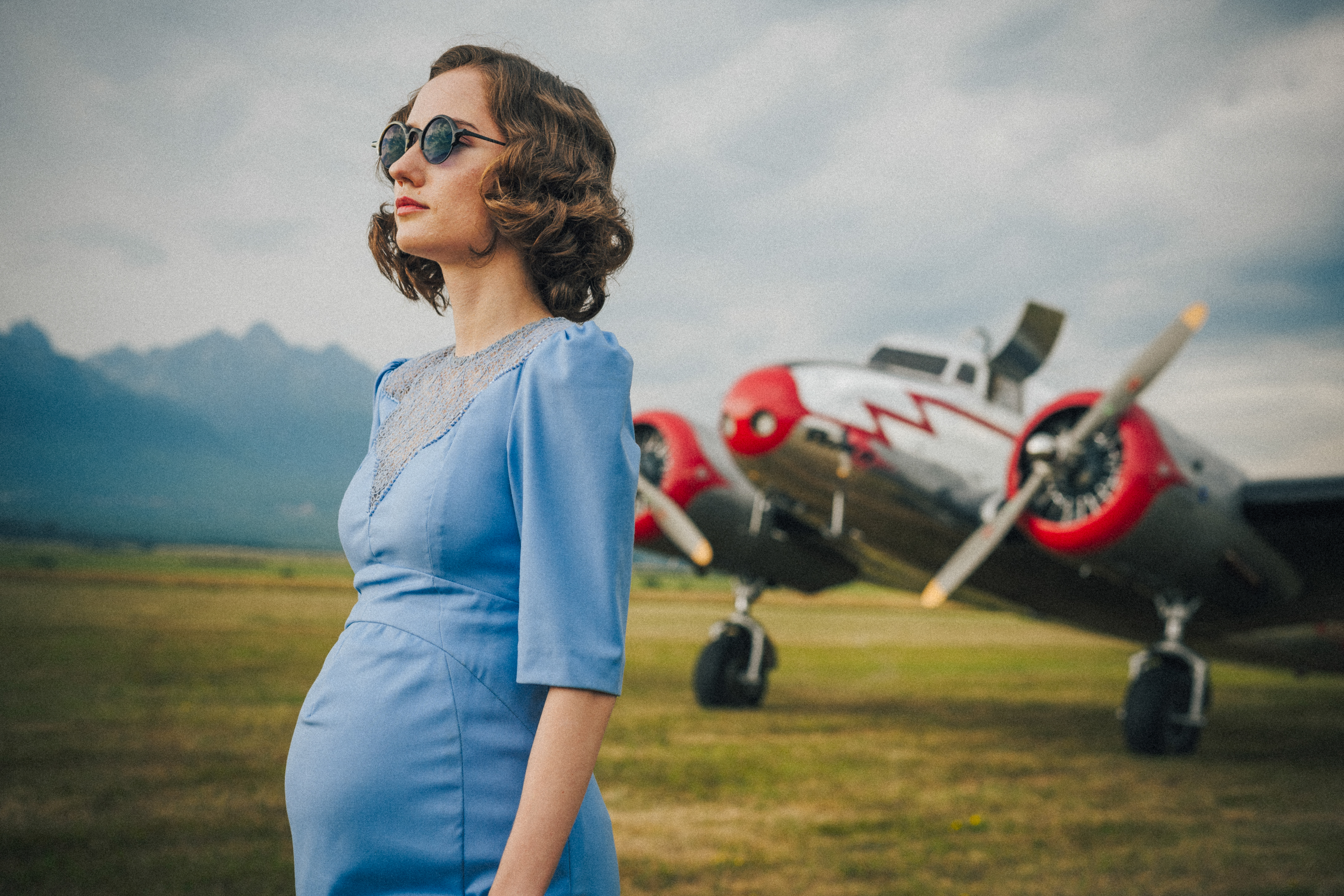
Eliška Křenková in dem Film We Have Never Been Modern im Jahr 2022

Eliška Křenková (* 31. Januar 1990 in Prag, Tschechoslowakei) ist eine tschechische Schauspielerin.

## Leben
Eliška Křenková wurde 1990 in der tschechischen Hauptstadt Prag geboren. Sie studierte später Schauspiel an der Theaterfakultät der Akademie der Musischen Künste in Prag (DAMU) und war das erste Mal 2005 in der Serie Ulice im Fernsehen zu sehen. Sie spielte 2006 in der Teeniekomödie Raftáci mit und bekam danach vermehrt Hauptrollen angeboten. Ihren größten Erfolg als Schauspielerin hatte sie bisher 2018 in dem Film Winter Flies (Originaltitel Všechno bude), für den sie im darauffolgenden Jahr mit dem Český lev („Böhmischer Löwe“) als Beste Nebendarstellerin ausgezeichnet wurde.

## Filmografie
- 2006: Rafťáci
- 2014: Andělé všedního dne
- 2015: Padesátka
- 2015: Familienfilm (Rodinný film)
- 2016: Wasteland – Verlorenes Land (Pustina, Fernsehserie)
- 2018: Winter Flies (Všechno bude)
- 2020: Die Prinzessin und der Fluch der Zeit (Princezna zakletá v case)
- 2022: Borders of Love (Hranice lásky)
- 2023: We Have Never Been Modern
- 2024: We’re on it, Comrades! (To se vysvetlí, soudruzi!, Fernsehserie)

## Auszeichnungen
- 2019: Český lev – Beste Nebendarstellerin (in dem Film Vsechno bude)[3]